# Elektra (Euripides)
Elektra (altgriechisch Ἠλέκτρα) ist eine Tragödie des griechischen Dichters Euripides. Im heute selten gespielten Stück geht es um die Rache Elektras an ihrer Mutter Klytaimnestra, die Elektras Vater Agamemnon getötet hat. Den gleichen Stoff behandelten auch Aischylos im zweiten Teil seiner Orestie und Sophokles in seiner Tragödie Elektra. Aischylos’ Werk bildete mit seiner Aufführung 458 v. Chr. den Anfang. Ob danach zuerst die Euripideische oder die Sophokleische Elektra geschrieben wurde, ist unklar und ebenso wie die Datierung der Euripideischen Elektra, die zwischen 420 v. Chr. und 413 v. Chr. schwankt – seit über einhundert Jahren eines der strittigsten Probleme der Euripides-Forschung. Nach Hellmut Flashar unterscheidet sich Euripides’ Fassung von Aischylos’ und Sophokles’ Fassungen durch eine „provokante Modernität“, die für das damalige athenische Theaterpublikum „ein Schock“ war. Demnach könnte Euripides’ Fassung die jüngste sein.

## Mythische Vorgeschichte
Als die Griechen in den Trojanischen Krieg ziehen wollen, hindert Artemis sie mit Gegenwind am Auslaufen aus dem Hafen. Auf Rat des Sehers Kalchas opfert der mykenische König Agamemnon seine Tochter Iphigenie, um die Göttin zu beschwichtigen. Nach erfolgreichem Krieg und Rückkehr nach Mykene wird Agamemnon von seiner Frau Klytaimnestra und ihrem Geliebten Aigisthos aus Rache für die Opferung Iphigenies ermordet. Aigisthos will auch Orestes, den Sohn des Agamemnon, töten, der jedoch dank der Hilfe seines Erziehers entkommt und bei Strophios, dem König von Phokis und Schwager des Agamemnon, erzogen wird.

## Handlung
Jahre sind seither vergangen und Elektra wurde aus Angst, sie könnte Mutter eines legitimen Anwärters auf den mykenischen Thron werden, mit einem mykenischen Bauern verheiratet, der sie jedoch gut behandelt, achtet und zu keiner Arbeit zwingt. Sie lebt mit dem Bauern, der die Handlung eröffnet und die Vorgeschichte zusammenfassend nacherzählt, im argivischen Bergland, ganz am Rand des bei Euripides nach Argos versetzten Herrschaftsbereiches ihrer Eltern. In dieser ländlichen Umgebung spielt – ganz im Gegensatz zur Behandlung des Stoffes bei Aischylos und Sophokles – die gesamte Handlung. Elektra leidet unter dem Verlust ihres sozialen Status und der Ermordung ihres Vaters Agamemnon. Sie hofft auf die baldige Rückkehr ihres Bruders Orestes. Da kommt ein Fremder – der von Elektra nicht erkannte Bruder – und berichtet, dass Orestes lebe. Damit stellt er Elektra auf die Probe und erfährt, dass sie bereit ist, wie auch er selbst, als Rache für den ermordeten Agamemnon gemeinsam mit ihrem Bruder Klytaimnestra zu töten.
Ein alter Mann, der früher Erzieher Agamemnons war und Orestes nach Phokis gebracht hat, betritt die Szene und erkennt Orestes wieder. Ungläubig unterzieht Elektra den alten Pädagogen einem scharfen Verhör und versteht nach und nach die Gründe der Identifizierung, bis sie selbst überzeugt ist – es kommt zur Anagnorisis, dem Wiedererkennen der Geschwister. Daraufhin beschließen die wiedervereinten Geschwister, dass Orestes Aigisthos und Elektra selbst Klytaimnestra ermorden wird, worin sie dem Befehl Apollons folgen, die Rache für den Vatermord zu vollziehen. Mit Hilfe des alten Pädagogen findet Orestes zu einem Opferfest, wo er Aigisthos tötet. Dies spielt nicht auf der Bühne vor den Zuschauern, sondern wird Elektra von einem Boten berichtet.
Klytaimnestra hingegen wird zu Elektra gelockt, indem der Pädagoge mit der falschen Botschaft, Elektra habe ein Kind entbunden und benötige ihre Hilfe, zu ihr geschickt wird. Klytaimnestra, in der Hoffnung, der Hass ihrer Tochter habe nachgelassen, eilt zu ihrer Tochter – auch dies eine Motivierung der Handlung, wie sie bei den beiden anderen Tragikern nicht vorkommt: Dort ist Klytaimnestra eine kühle und abweisende Herrscherin. Die beiden Geschwister erschlagen nun ihre Mutter und Elektra spornt ihren Bruder wie eine Furie an, bis der schließlich Klytaimnestra das Schwert in den Nacken stößt.
Nur bei Euripides ist Elektra aktiv an der Ermordung beteiligt. Im Gegensatz zu Aischylos, bei dem die Tat als rechtmäßige Rache dargestellt wird, hält der kommentierende Chor bei Euripides die Tat für nicht zu rechtfertigen. Daraufhin erscheinen die Dioskuren Kastor und Pollux, Brüder der den Trojanischen Krieg auslösenden Helena und Halbbrüder der Klytaimnestra, um die Situation zu klären: Sie sagen voraus, dass Elektra Pylades, den Freund und Begleiter des Orestes, als Gatten bekommen und Orest in Athen wegen des Muttermordes angeklagt wird – im Gegensatz zu anderen Darstellungen wird er nicht von den Erinnyen verfolgt und aus der Stadt getrieben. Da Apollon die Schuld für diese Tat trägt, müssen sie nicht mit dem Leben büßen.

## Interpretation
Nach Gustav Adolf Seeck ist Elektras aktive Rolle bei der Rachetat bemerkenswert. Zudem macht er bei Euripides eine ablehnende Haltung gegenüber Frauen aus, indem er sagt: „Diejenigen Zuschauer, die schon vorher der Meinung waren, Euripides habe den Frauen nicht recht über den Weg getraut, konnten sich wieder einmal bestätigt finden“. Er meint außerdem zum Vergleich der Sophokleischen und Euripideischen Version, dass „die Euripideische auf die Zeitgenossen moderner gewirkt haben [muss]“.
Auch Hellmut Flashar meint, dass sich „die euripideische Elektra […] von den aischyleischen und sophokleischen Fassungen durch eine provokante Modernität unterscheidet“. Er fügt sogar noch hinzu: „Elektra – verheiratet, nicht standesgemäß, ohne Kinder, ohne Vollzug der Ehe, armselig auf dem Lande lebend –, das war ein Schock für das athenische Theaterpublikum“.
Ebenso meint Gilbert Murray, „daß die meisten Kritiker die deutliche Empfindung haben, daß die beiden Elektrastücke in engster Beziehung zueinander stehen, in der Beziehung des Gegensatzes“. Das eine sei ein wohlüberlegter Protest gegen das andere. Er findet in der Elektra „zwei besondere Vorzüge, einmal ein[en] psychologischen Realismus der substilsten Art und dann eine neue ethische Atmosphäre“. Euripides habe sich ausgemalt, „welche Menschen die Kinder (gemeint sind Elektra und Orest) gewesen sein müssen, die in dieser Weise viele Jahre hindurch die Saat des Hasses in sich nährten“. Elektra bezeichnet er als „eine Mischung von Heldentum und zerrütteten Nerven, ein vergiftetes, zerquältes Weib, die ihr Herz in unablässigem Brüten voll Haß und Liebe verzehrt; denn (…) [Euripides] vermutet, etwas grausam, daß sie vielleicht in hinlänglicher Zufriedenheit gelebt hätte, hätte sie nur ein normales Eheleben geführt“. Orest sei „von dem stärkeren Willen der Schwester mitgerissen“. Nach Murray habe Euripides „die alte Bluttat zunächst einmal des heroischen Glanzes entblößt, der sie umgab. Seine handelnden Personen seinen nicht klarsichtige Helden, die geradewegs ihrem Ziele zustrebten, sondern irrende menschliche Kreaturen, von Leidenschaften zerbrochen, von Hemmungen, Zweifeln und Bedenken beherrscht. Und ferner lasse er nicht den geringsten Zweifel über die Sittlichkeit des Muttermordes. Er sei ein Greuel und der Gott, der ihn anordnete – wenn das überhaupt geschah –, eine Macht der Finsternis“.
Martin Hose stellt fest, dass das Stück „vielmehr einen Akt der Selbstzerstörung dar[stellt], den ein Haß in Elektra vorbereitete, ein Haß, der lange Jahre wuchs und Elektra von der Welt, wie sie ist, abgeschottet hat“. Denn am Ende sei „ihre Tat nur noch eine Tat gegen sich selbst. Euripides hat damit, so scheint es, eine so noch nie beschriebene Dimension eines Vergehens ins Licht gerückt: die seelische Traumatisierung der Täter. Damit präfiguriert die Elektra […] die Frage, ob Unrecht tun schlimmer sei als Unrecht leiden“. Diesen Gedanken führt er allerdings nicht weiter aus.
Franz Stoessl macht, wie Hose, einen Hass in Elektra aus, einen „abgrundtiefen Haß gegen die Mutter“, in welchem „etwas wie Entschuldigung“ liege. Weiter spricht er von „einer Psychologie, die moderne Erkenntnisse vorauszunehmen scheint, [mit der] (…) Euripides in immer wiederholtem Hinweis [zeigt], wie so tiefer Haß in der Seele Elektras entstehen und zu so unüberwindlicher Gewalt anwachsen konnte“. Er erkennt, dass Euripides „eines der Urverhältnisse, eine Urbeziehung menschlichen Daseins und Zusammenlebens (…) [darstellt]: die ältere, reifere, tiefere und von Leid und Leben härter gezeichnete Schwester neben dem jüngeren, noch knabenhaften, leichter tragenden und lebenden Bruder“. Zudem bemerkt er: „Indem Elektra anklagt, beginnt sie sich selbst zu verteidigen. Kaum ist der Mord vollbracht, schweigt auch der Haß Elektras und das bisher unterdrückte Gefühl der Schuld bricht siegreich und ungehemmt durch“. Des Weiteren habe Euripides „in dieser Szene der Verzweiflung nach der Tat eine (…) ganz neue Dimension der menschlichen Seele erschlossen“. Er stellt fest, dass „kaum sonst in der griechischen Tragödie (…) Menschen so bewußt und von innen heraus, ohne äußere Nötigung schuldig geworden [sind], wie Orestes und Elektra bei Euripides, und wohl nirgends erwächst so die Reue aus dem Verbrechen. Aber Euripides hat auch eine neue Botschaft des Trostes für seine in so tiefe Verzweiflung verstrickten Menschen. Gerade ihre Reue macht sie würdig der Erlösung durch göttliche Gnade“.

## Bedeutende Inszenierungen
- 1986: Freie Volksbühne Berlin; Regie: Hans Neuenfels, Premiere am 4. Dezember 1986
- 2. Juni 2004: Elektratag in Köln, Regie: Davud Bouchehri
- 30. Oktober 2005: Theater im Pfalzbau in Ludwigshafen am Rhein; Regie: Hansgünther Heyme, Gastspiel in Delphi 2007
- 2009: Schauspiel Bonn; Regie: Christoph Roos

## Ausgaben (Auswahl)
- Euripides, Elektra. Übersetzung, Anmerkungen und Nachwort von Kurt Steinmann. Reclam, Stuttgart 2005.
- Euripides, Elektra. Übersetzt von Hellmut Flashar. Verlag Antike, Frankfurt am Main 2006.
- Euripides, Sämtliche Tragödien und Fragmente. Band 3: Die bittflehenden Mütter, Der Wahnsinn des Herakles, Die Troerinnen, Elektra. Übersetzt von Ernst Buschor, herausgegeben von Gustav Adolf Seeck. Heimeran, München 1972 (griechischer Originaltext und deutsche Übersetzung).